# 仲野りおん
仲野 りおん（なかの りおん、9月5日生まれ ）は、日本の元歌手、元アイドル、元女優。

## 概要
ハロー!プロジェクト所属。 ハロプロ研修生として活動開始。その後A-LiGHTに所属しアイドル、舞台女優として活動していた。脚の怪我は手術にて完治。学業に専念するため活動休止中。

## 略歴
- 2015年4月1日：ハロー!プロジェクトに所属。ハロプロ研修生に加入。
- 2016年9月：『ハロプロ研修生 発表会 2016 9月 〜SINGING!〜』の公演情報で「研修活動終了しました」と記載されている。
- 2017年4月2日：アイドルユニット「いちごみるく色に染まりたい。」加入。
- 2018年
  - 4月：SPACE projectの舞台『アリスの愛はどこにある』ミーナ役。
  - 6月16日：「いちごみるく色に染まりたい。」卒業。
  - 9月：アサルトリリィ × 私立ルドビコ女学院vol.4『白きレジスタンス〜約束の行方〜』花丘・アンジェラ・萌役。
  - 11月：演劇カンパニーアリスインプロジェクトの舞台「ともだちインプット」バーチカロイドのキリ役。
- 2019年
  - 2月：アサルトリリィ×私立ルドビコ女学院×人狼TLPT 人狼TLPT S「未来への十字架 II」辻浦・プリスカ・美々役。
  - 9月：舞台版「魔法少女（？）マジカルジャシリカ-マジカル零-ZERO-」山田美由紀役。
  - 11月：アサルトリリィ×私立ルドビコ女学院『白きレジスタンス〜真実の刃〜』花丘・アンジェラ・萌役。
- 2020年7月：ベニバラ兎団舞台『アイとアイザワ』
- 2021年
  - 3月13日：「放課後プリンセス」候補生ユニット「放プリユース」に加入。担当カラーはパステルピンク。
  - 11月23日：脚の怪我の手術を受ける為「放プリユース」活動辞退。
- 2022年
  - 2月：舞台『演劇ユニット【メイホリック】舞台『マジでトキメけ⭐︎少女たち!! 〜全国高校生エネルギッシュ選手権大会〜』
  - 3月26日：猫カフェ「僕と猫。秋葉原店」1日店長。
  - 5月：舞台 劇団☆ディアステージ朗読劇『呪い喰らいの魔女』レニャ役。
  - 7月23日：舞台『メイホリックトークショー2022夏』出演。
  - 8月21日：金津美月With!公演 「開催★真夏の同窓会♡〜with仲野りおん」出演。
  - 8月：舞台 劇団☆ディアステージ『笑女A』出演。
- 2023年6月24日[いつ?]：ラフォーレ原宿B1『THICC』1日店長。
- 2024年4月14日：ラフォーレ原宿B1『THICC』1日店長。

| スタブアイコン | サブスタブ | この項目は、まだ閲覧者の調べものの参照としては役立たない、アイドル（グラビアアイドル・ライブアイドル・ネットアイドル・レースクイーン・コスプレイヤーなどを含む）に関連した書きかけの項目です。この項目を加筆・訂正などしてくださる協力者を求めています（P:アイドル/PJ:芸能人）。 |